# Харибо
Харибо је Немачка компанија слаткиша, коју је 1920. године основао Јоханес Ханс Ригел. Седиште ове компаније је у Бону.

## Историја
Године 1920. Ханс Ригел је основао сопствену компанију, у дворишту своје куће, у то време у предграђу Бона. Почетни капитал био је кеса шећера, мермерни блок, столица, пећница од цигле, бакарни котлић и ваљак. Ханс Риегел је 13. децембра 1920. године именовао компанију Харибо и ушао у трговачки регистар града Бона као акроним Ханс Ригел Бон. Године 1922. Ханс Ригел је измислио Танценберен. Гумену бомбону направљену од јестиве гуме са укусом воћа и фигурим медведа који ће касније бити светски познат као легендарни Харибо голдбер. Овај гумени медведић инспирисан је обученим медведима, који су били кључни део свечаности на годишњим фестивалима и другим прославама у 19. веку у Немачкој.

## Даљи развој
У тридесетим годинама, асортиман производа Харибо је додао још једног рођака Танценберену: Тедиберен. Овај гумени медвед је био мањи и облији, и представљао је јестиву верзију популарне играчке (плишаног медведића). Тедибарен је добило име по 26. председнику САД, Теодору Рузевелту, који је био страствени ловац на медведе. Средином тридесетих година осмишљен је једноставан али незабораван слоган Харибо чини децу срећном. Од 1930. до 1933. године завршена је главна градња данашње фабрике у Бону. Непосредно пре Другог светског рата, компанија је имала око 400 запослених. Ханс Ригел је умро током Другог светског рата, његов син, такође Ханс Ригел, преузео је компанију. Током година, Харибо је проширио своје пословање и преузео многе произвођаче кондиторских производа у земљама широм света. Почело је међународно ширење шездесетих година прошлог века и ушло се на америчка тржишта у осамдесетим годинама. Тренутно ради 15 фабрика које производе преко 100 милиона гумених медведа дневно. Ди зафт голдбарен са процентом од 22% воћног сока и њихове сочне, меке конзистенције су продужетак линије производа. Овај производ, који је тренутно доступан само у Европи, добио је бројне награде. Ди зафт голденбарен су лансирани на Америчко тржиште 2013. године. Харибо је оптужен за употребу јеврејског присилног рада у својим фабрикама током Другог светског рата, али то пориче. Међународна дистрибуција Нови Харибо фабрички и дистрибуцијски центар налази се у граду Кастлфорду, западни Јоркшир, Велика Британија. Харибо планира да се прошири у Кину и Бразил. Седиште САД-а налази се у Розмонту, Илиноис. Слогани Харибоова немачка фраза је "Харибо чини децу срећном – као и одрасле". Слични слогани се користе и на другим језицима.